# Martin Lürsen
Martinus Joannes (Martin) Lürsen (Wormerveer, 1 april 1893-Haarlem, 1 september 1952) was een Nederlands pianist, fluitist en muziekpedagoog. Op bescheiden schaal was hij ook componist.
Hij was zoon van Alida Stam en Matthijs Lürsen. Vader was muziekleraar, koor- en harmoniedirigent in Wormerveer, ook diens vader (B.J. Lürsen) was als dirigent actief in de zangwereld in Wormerveer. Broer Joan Lürsen was architect. Hijzelf was in 1916 getrouwd met Niesje Gorter. Zowel zoon Klaas als dochter Alida Johanna gingen de richting uit van theologie.
De eerste opleiding werd verzorgd door zijn vader, die hem bij moeilijke zangpartijen inschakelde. Zijn eigen opleiding vond plaats aan het Conservatorium van Amsterdam, waar zijn docenten Jean-Baptiste de Pauw en Bernard Zweers waren. In 1914 werd hij muziekleraar aan de Muziekschool Haarlem van Piet Vincent; er volgden nog enkele lessen van Sem Dresden. Een van zijn eerste grote concerten werd in 1915 georganiseerd door de Haarlemse afdeling van de Maatschappij tot Bevordering der Toonkunst (stichting achter de muziekschool) waarbij een ris (latere) beroemdheden op het podium stonden: Aaltje Noordewier-Reddingius, Thom Denijs, Gerard Veerman, George Robert, koor en orkest van het Utrechts Stedelijk Orkest onder leiding van Louis Robert.
Midden jaren dertig werd hij aangesteld als docent aan het Haags Conservatorium, maar was ook dertig jaar verbonden een de Haarlemse Muziekschool. Als componist was hij bekend van enkele werken voor het 31-toonsorgel van Christiaan Huygens en Adriaan Fokker. Met zijn Modi Antichi, Musiche Nuove verdiende hij in 1945 een eerste prijs van de Teylers Stichting; het werk werd bij toeval geschreven; in de hongerwinter was reizen tussen Haarlem en Den Haag onmogelijk geworden/gemaakt.
Van zijn hand verscheen een aantal educatieve werken
- Grondlagen van de muziektheorie, dat meerdere drukken (onder meer 1947 en 9e druk 1985) kreeg
- Dagelijkse tref- en luisteroefeningen
- Tweehonderd 2- en 3stemmige dictees
- De ontwikkeling van het muzikaal gehoor.

Hij schreef wel vaker over muziek, bijvoorbeeld voor het Algemeen Handelsblad (1934-1938).
Hij overleed op 59-jarige leeftijd in zijn woning aan de Kleverparkweg. Bij zijn crematie op Westerveld spraken Hendrik Andriessen, Piet Vincent en Karel Philippus Bernet Kempers.
- Biografisch Portaal: 48694737
- Gemeinsame Normdatei: 1053264496
- International Standard Name Identifier: 0000 0001 1216 2208
- Library of Congress Control Number: no2018118115
- Nederlandse Thesaurus van Auteursnamen: 069570329
- Virtual International Authority File: 163335538